# Seifengabel

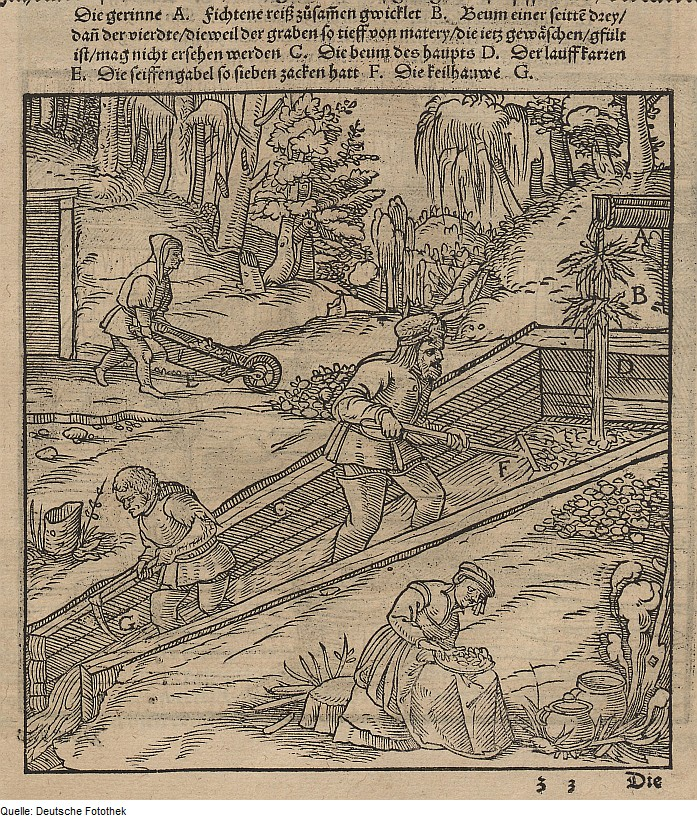
Seifner mit Seifengabel (F)

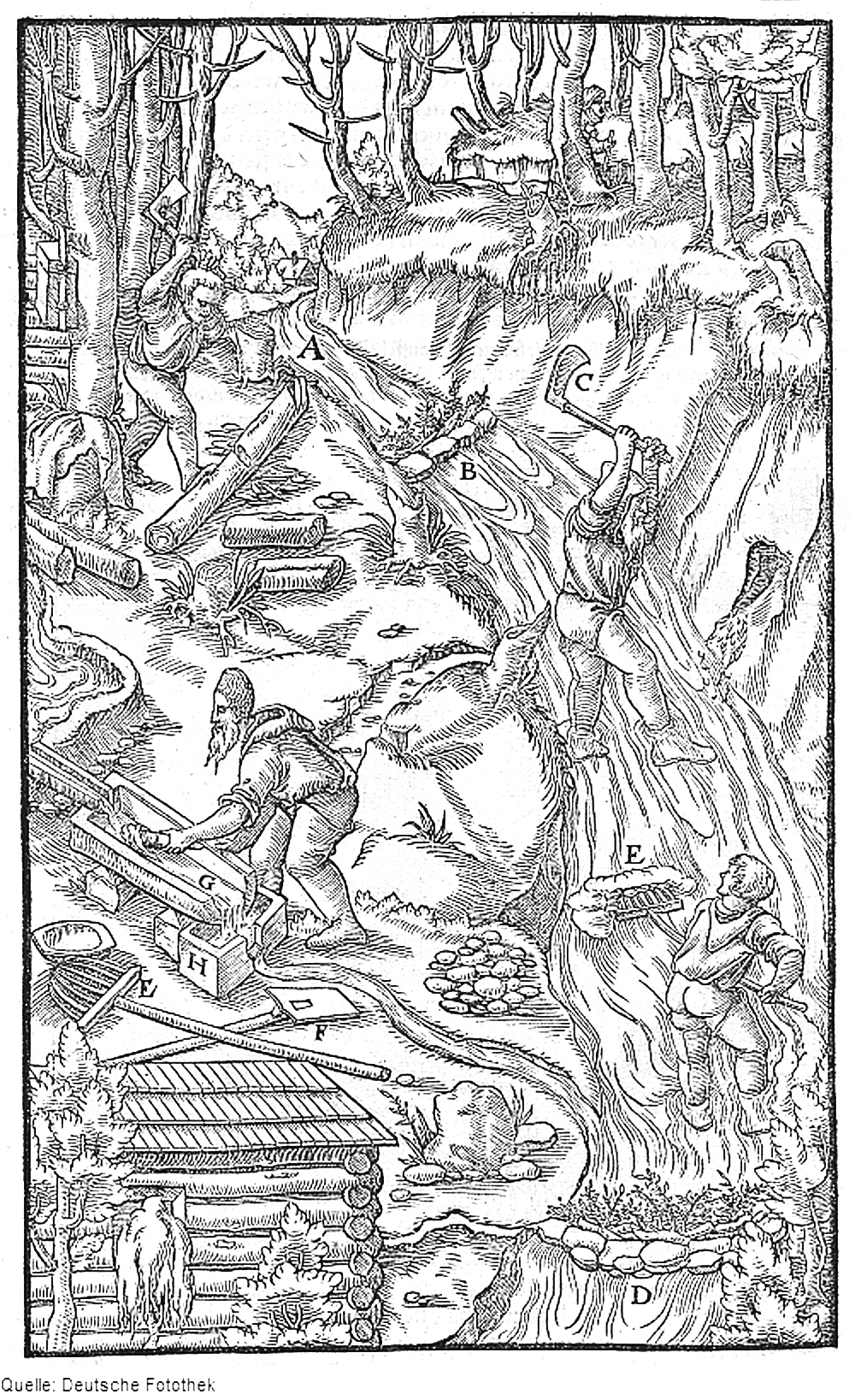
Rechts vorn ein Seifner bei der Arbeit, Darstellung bei Agricola (1580)

Die Seifengabel, auch Seufengabel, ist ein bergmännisches Werkzeug, wird zum Gezähe gezählt und von Seifnern eingesetzt. Sie ist eine mehr-(sieben-)zinkige, meist hölzerne Gabel und findet als wichtigstes Werkzeug im Seifenbetrieb, einer besonderen Art des Abbaus von Erzen (Abbau von Seifenablagerungen), ihren Einsatz. Hierbei wird durch Auswaschen („Seifnen“) das Erz aus dem Seifengebirge gewonnen. Geeignet ist das Verfahren beispielsweise bei Zinn (Zinngraupen = Seifenzinn) oder auch bei Gold (Goldkörner = Seifengold), wo Sande oder andere leicht fortspülbare Stoffe und das Erz anstehen.
Beim Seifen von Zinn machte es die Seifengabel möglich, die Erzgraupen von taubem Gestein und Erde zu trennen. Dies geschah häufig in der Form, dass die Zinnseifner in einem steilen Bachlauf oder künstlich angelegten Wassergraben ein Klärbecken („Läuterhobel“) anlegten, in das das zinnhaltige Material geworfen wurde. Im Wasser löste sich der Schlamm, während das schwere Gestein am Grund des Beckens liegen blieb. Dieses wurde nach dem Ablassen des Wassers geborgen und durchgesiebt. Das zinnhaltige Erz („Seifenzinn“, „Zinngraupen“) konnte dann in die Zinnschmelze gebracht werden. Bei dem Durchsieben entstanden Halden, „Raithalden“ genannt.

## Heraldik und Ortsnamen
Das älteste Gemeindesiegel von 1413 des Ortes Zschorlau zeigt Gezähe. Abgebildet sind die Bergmannswerkzeuge Keilhaue und Seifengabel.
Neben den Orten, die mit einer Seifengabel im Wappen auf die Bergbauart hinweisen, ist auch an vielen Ortsnamen die Bergbautradition erkennbar: Die Wortstämme -seifen, -siefen finden sich in böhmischen, in sächsischen und schlesischen Ortsnamen, wie Braunseifen, Seiffen, Stubenseifen, Rabenseifen, Seifenberg, Seiferdau und Seifersbach.

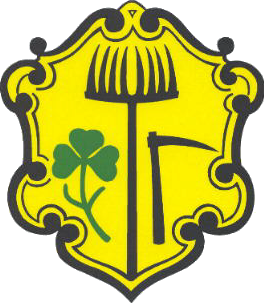
Eibenstock
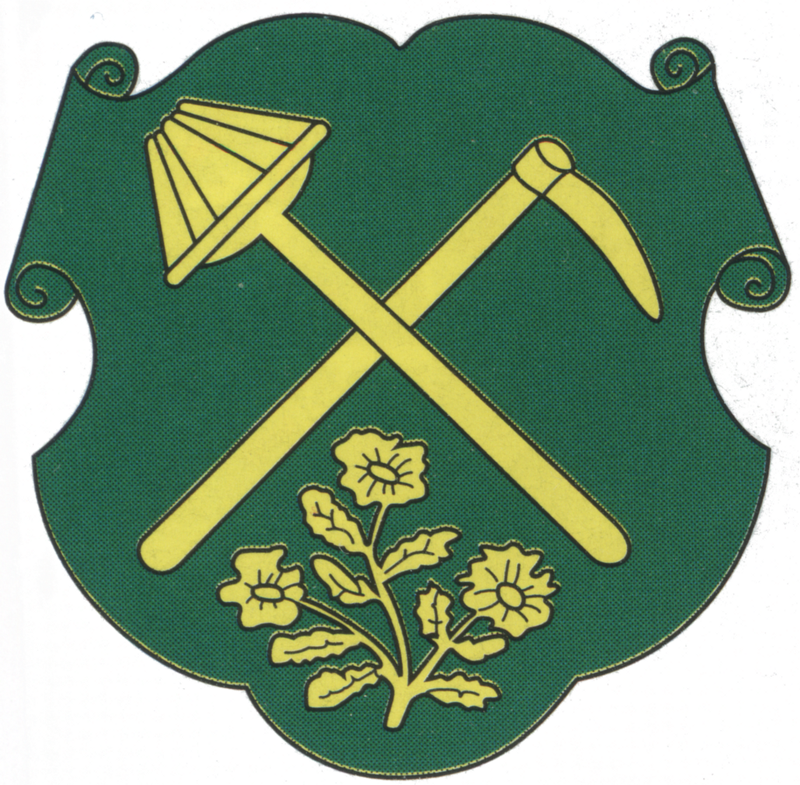
Zschorlau
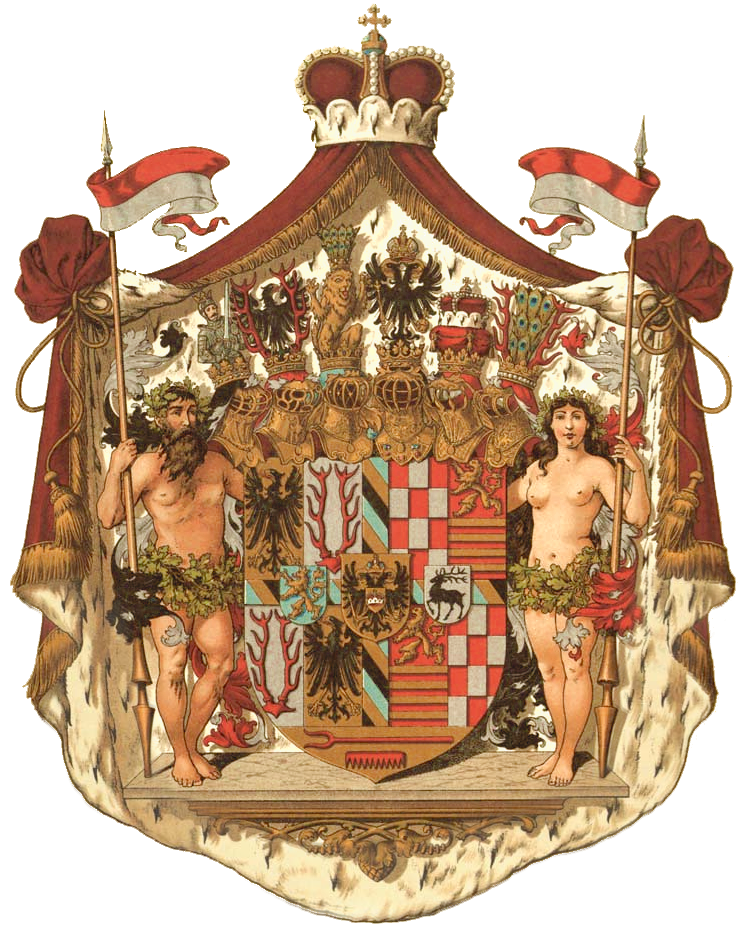
Fürstentum Schwarzburg-Sondershausen im Schildfuß
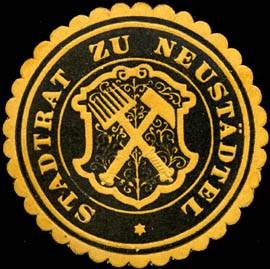
Seifengabel im Wappen von Neustädtel im Erzgebirge